# Henri Bowane
Henri Wa Mayani Bowane, más conocido como Henri Bowane (1926–1992) fue una figura influyente en el desarrollo de la rumba congoleña en el Congo. Fue el primer jefe profesional y primer mentor del legendario guitarrista François Luambo Makiadi, conocido como Franco. 

## Carrera temprana
Bowane se destacó a finales de la década de 1940 en la escena musical africana de Leopoldville, en la que la música de estilo cubano se combinaba con los estilos lingala y pan-congoleño. Guitarrista, cantante y director de orquesta, Bowane fue emparejado con el cantante y guitarrista Wendo Kolosoy por Ngoma Records. Ngoma Records fue fundada por Nicolas Jéronimidis y su hermano. Nicolas era un hombre de negocios griego con sede en Leopoldville, en 1947. Fue una de las primeras compañías de grabación congoleñas que produjeron música para el mercado africano. Bowane había acudido a "Leo" a mediados de la década de 1940, había visto bandas como la de Wendo y había regresado a su ciudad natal para fundar su propia gran banda, Victoria Coquilhatville. En 1947 regresó a Leopoldville y se alzó rápidamente en la escena musical. Mientras tanto él como Wendo eran cantantes y guitarristas, Jéronimidis vio sus fortalezas, colocando a Wendo en las voces principales y otorgando a Bowane rango libre en sus largas líneas de guitarra en cascada. Estos puentes largos, desarrollados a partir de los estilos folklóricos congoleños anteriores, se llamaron Sebene, supuestamente debido a los acordes del Séptimo favorecidos por los músicos congoleños. El grito "Sebene!" A menudo perdonamos estos largos solos de guitarra, popularizados por primera vez por Bowane.

### Marie-Louise
Aunque Wendo ya se había establecido entre la primera generación de músicos congoleños, el primer éxito de Bowane con Wendo fue también el primer gran éxito del músico más establecido. La canción, el primer gran éxito internacional de rumba congoleña, fue "Marie-Louise", coescrita en 1948 por Wendo Kolosoy y Henri Bowane. A través de la publicidad de "Radio Congolia", junto con la controversia que siguió a la canción (una relación de ida y vuelta entre Wendo y Henri sobre la búsqueda de Wendo de una chica, frustrada por la riqueza de Henri, con matices sarcásticos), la canción se convirtió en un éxito. en todo el oeste de África. Con su éxito surgieron problemas: la canción tenía poderes "satánicos" que le atribuyeron los líderes religiosos católicos. Las historias de la época incluso afirmaban que la canción, si se jugaba a la medianoche, podía levantar a los muertos. El furor expulsó a Wendo de Kinshasa y resultó en un breve encarcelamiento por parte de las autoridades belgas en Stanleyville y su excomunión de la Iglesia Católica. La combinación de letras y voces africanas con ritmos e instrumentación afro-cubanos son uno de los géneros musicales africanos más exitosos: el soukous. El tiempo de Wendo en los transbordadores también contribuyó a su éxito como uno de los primeros artistas "nacionales" de la República Democrática del Congo: aprendió la música de los grupos étnicos río arriba y luego cantó no solo en su lengua materna, Kikongo, sino También en lingala y suajili con fluidez.

## Soukous en los años 50
El éxito de esta nueva música se basó en las florecientes estaciones de radio y la industria discográfica de Leopoldville, que a menudo transmitía música a través de altavoces en los barrios africanos, llamada "Cite". Un puñado de clubes africanos (que cerraron temprano con un toque de queda a las 9:30 p. m. para no europeos) como "Congo Bar" ofrecieron lugares, junto con conciertos ocasionales en los clubes blancos de alto nivel del barrio europeo, "La ville". La importación de registros europeos y americanos de 78 rpm en África en los años 1930 y 1940 (llamados registros de la Serie G.V.) incluyó mucha música cubana, un estilo que disfrutaron los europeos y los africanos cosmopolitas por igual. Un escritor ha argumentado que esta música, sofisticada, basada en la música de África, y no producida por los colonialistas blancos, atraía especialmente a los africanos en general, y al congoleño recientemente urbano en particular. Los mercaderes griegos y libaneses, un accesorio en el África francófona colonial, fueron de los primeros en traer equipos de grabación y prensado a África tropical. La compañía "Ngoma" de Jéronimidis fue una de las primeras y más exitosas. Jéronimidis y los músicos formaron una tormenta alrededor del Congo Belga en una furgoneta Ngoma pintada de brillantes colores, realizando y vendiendo discos. La cultura musical que esto creó no solo impulsó a la rumba congoleña a la fama, sino que también comenzó a desarrollar una cultura nacional por primera vez.
A principios de la década de 1950, mientras Wendo permanecía con Ngoma, Bowane se mudó al nuevo sello de Jéronimidis, Loningisa. Bowane se convirtió en la influencia musical dominante en el sello al salir del centro del escenario y pasar al papel de productor, escritor y propietario-empresario del principal club nocturno de Leopoldville, Quint. Bowane es recordado como el músico africano más exitoso de su época: tenía la reputación de haber sido el primer hombre negro en el Congo Belga en poseer un Cadillac.

## Carrera posterior
En 1976 fundó el grupo y sello discográfico Ryco Jazz, y también grabó su único álbum en solitario, Renovation 80.

## Discografía
- 1980 : Renovation 80

- Datos: Q16012742